# Сан Костанцо
Сан Костанцо (итал. San Costanzo) је насеље у Италији у округу Пезаро и Урбино, региону Марке.
Према процени из 2011. у насељу је живело 2196 становника. Насеље се налази на надморској висини од 143 м.

## Становништво
| 1931. | 1936. | 1951. | 1961. | 1971. | 1981. | 1991. | 2001. | 2011. |
| ----- | ----- | ----- | ----- | ----- | ----- | ----- | ----- | ----- |
| 5.189 | 5.385 | 5.251 | 4.526 | 3.977 | 3.916 | 3.980 | 4.120 | 4.841 |